# Liste der Monuments historiques in Neuville-lès-Vaucouleurs
Die Liste der Monuments historiques in Neuville-lès-Vaucouleurs führt die Monuments historiques in der französischen Gemeinde Neuville-lès-Vaucouleurs auf.

## Liste der Objekte
| Bezeichnung | Beschreibung | Standort                      | Kennzeichnung | Schutzstatus | Datum | Bild |
| ----------- | --- | ----------------------------- | ------------- | ------------ | ----- | ---- |
| Monstranz   | Bronze, versilbert, Silber, vergoldet, um 1870 von Placide Poussielgue-Rusand angefertigt; Geschenk von Napoleon III. an die Pfarrei; im Centre départemental d’art sacré in Saint-Mihiel deponiert | in der Kirche St-Amand (Lage) | PM55001378    | Classé       | 2003  |      |